# Ephemerella verruca
Ephemerella verruca är en dagsländeart som beskrevs av Allen och Edmunds 1965. Ephemerella verruca ingår i släktet Ephemerella och familjen mossdagsländor. Inga underarter finns listade i Catalogue of Life.